# Centro Cultural de Filipinas
El Centro Cultural de Filipinas (en tagalo: Sentrong Pangkultura ng Pilipinas) es el nombre que recibe un complejo cultural que abarca instalaciones para teatro, museo, ópera, ballet, filarmónicas, sala de conciertos, centros de exhibiciones y un centro de cultura y arte. Es una propiedad del gobierno de Filipinas  controlada mediante una corporación estatal establecida para preservar, desarrollar y promover las artes y la cultura en las Filipinas. Fue establecido mediante la Orden Ejecutiva No. 30 s. de 1966 por el presidente Ferdinand Marcos. A pesar de que se trata de una corporación independiente del gobierno de Filipinas, recibe una subvención anual y está bajo el amparo de la Comisión Nacional para la Cultura y las Artes a los efectos de la coordinación de políticas.